# Два хори на слова Т. Шевченка (Лятошинський)
Два хори на слова Т. Шевченка (Лятошинський) op.48 — «Тече вода в синє море» і «Із-за гаю Сонце сходить», написані 1949—1951 роках. Окрім цих творів Б.Лятошинський писав на слова Т. Шевченка також хори «Над Дніпровою сагою», «У перетику ходила», «За байраком байрак» (1960).

### Тече вода в синє море
Літературна основа — однойменний вірш Т. Шевченка. Хор написано в тричастинній формі. Тональність — мі-бемоль мінор, музичний розмір — 3/4, темп — Andante sostenuto, середня частина — Poco piu mosso.
На думку Л. Кияновської, музика цього твору «дуже розмаїто та індивідуально передає риси давнього українського фольклору, насамперед, епічних дум та історичних пісень». О. Уманець характеризує цей хор як «зразок перетворення думного жанру, що своїм результатом має створення хорової епіко-драматичної поеми з яскраво вираженою симфонізацією розвитку тематичного матеріалу». Л. Пархоменко зазначає, що цьому хоровому твору притаманна рідкісна достеменність національного звучання і художня пластика образу. А на думку О.Волох цьому твору "притаманна рідкісна достеменність національного звучання і художня пластика
образу"

### Із-за гаю Сонце сходить
Літературна основа — однойменний вірш Т. Шевченка. Тональність — сі мінор, музичний розмір — 3/4, темп — Andante (середня частина — Allegro agitato). Як в попередньому творі, тема ґрунтується на епічний думний зачин. Л. Кияновська характеризує цей твір як один із нечисельних хорів, у якому виразно «проступають риси оперної, театральної сцени, що зумовлюється, очевдино, змістом поетичного першоджерела».